# 阿氏鈍齒魚
阿氏鈍齒魚（学名：Amblypharyngodon atkinsonii）为輻鰭魚綱鯉形目鲤科鈍齒魚屬的其中一種，主要分布于亞洲印度及緬甸，體長可達15公分，棲息在中底層水域。

## 扩展阅读
維基物種上的相關：阿氏鈍齒魚